# Lucas Cranach III.
Lucas Cranach III. (* 6. März 1586 wohl in Wittenberg; † vor dem 15. September 1645 in Wittenberg) war ein deutscher Maler.

## Leben
Der älteste Sohn von Augustin Cranach und dessen Ehefrau Maria Selfisch führte die Cranach-Werkstatt weiter. Ihm sind bisher keine Werke zuzuweisen. Möglicherweise war er einer der bisher noch anonymen Maler der so genannten Dürer-Renaissance, die sich darauf spezialisiert hatten, die alten Meister zu imitieren. Sollte die Cranach-Werkstatt zu dieser Zeit noch in der Tradition des älteren und des jüngeren Lucas Cranach gemalt haben, dann kann man ihm vielleicht die besseren Werke in Cranachmanier zuweisen, welche mit einiger Wahrscheinlichkeit erst nach 1600 gemalt worden sind. Er war mit Martha Hildebrand (* 24. Juli 1586 in Wurzen; † 18. April 1624 in Wachsdorf) verheiratet.
In zweiter Ehe war er mit Sibylla Richter aus Delitzsch verbunden, welche nach seinem Tod am 21. September 1647 den Mediziner Dr. Marcus Bantzer aus Wien heiratete. Cranachs Tochter Martha Margarita Sybilla wurde von Bantzer adoptiert und heiratete den Wittenberger Theologen, Historiker, Mathematiker und Astronom Aegidius Strauch II.
Über Cranachs Urenkel Polycarpus Cranach (1686–1764), Rechts-Aktuar in Wittenberg und dessen Frau Beate Elisabeth Kunze († 1736), Tochter des Martin Kunze (1668–1709), Rechts-Aktuar in Wittenberg, und Enkelin des Andreas Kunze (1646–1708), Bürgermeister in Leisnig, wird die Cranach-Linie bis heute fortgesetzt.